# منطقه حفاظت‌شده ایلتو
منطقه حفاظت‌شده ایلتو (به لاتین: Ilto Managed Reserve) یک منطقه حفاظت‌شده در گرجستان است که در آخمتا واقع شده‌است.